# 陳昌言 (隆慶進士)
陳昌言（1540年—？），字仲俞，四川成都府資陽縣人，民籍，明朝政治人物。

## 生平
四川鄉試第四十三名舉人。隆慶二年（1568年）中式戊辰科三甲第二十八名進士。

## 家族
曾祖陳翰，縣主簿；祖父陳大任；父陳鶴陽，知縣。嫡母詹氏；生母徐氏。慈侍下。兄正言（训导）、孔言、一言、弟文言、可言。